# تشن جي (لاعب كرة قدم)
تشن جي (بالصينية: 陈杰) (15 أكتوبر 1989 في الصين - ) هو لاعب كرة قدم صيني في مركز الوسط. لعب مع شاندونغ لونينغ ونادي غويزهو رينهي ونادي شنجن وXinjiang Sport Lottery F.C. ‏.

## وصلات خارجية
- تشن جي (لاعب كرة قدم) على موقع قاعدة بيانات كرة القدم.إي يو (الإنجليزية)
- تشن جي (لاعب كرة قدم) على موقع Soccerway.com (الإنجليزية)